# Ronde van Uruguay
De Ronde van Uruguay (Spaans: Vuelta Ciclista del Uruguay) is een meerdaagse wielerwedstrijd in Uruguay. De ronde bestaat sinds 1939 en is sinds 2009 onderdeel van de UCI America Tour met een classificatie van 2.2. De organisatie is sinds 2008 in handen van de Uruguayaanse wielerbond. De ronde was in 2005 ook al onderdeel van de America Tour en stond sinds 1997 al op de UCI kalender.
Recordwinnaar is de Uruguayaan Federico Moreira met 6 overwinningen.

## Lijst van winnaars

### Overwinningen per land
| Overwinningen | Land                                           |
| ------------- | ---------------------------------------------- |
| 53            | Uruguay                                        |
| 10            | Argentinië                                     |
| 5             | Brazilië                                       |
| 3             | Colombia                                       |
| 1             | Chili, Cuba, Italië, Rusland, Verenigde Staten |